# Duncan McNab McEachran
Duncan McNab McEachran, né le 27 octobre 1841 et décédé le 13 octobre 1924, est un vétérinaire, éleveur et universitaire canadien originaire d'Écosse.

## Biographie
Né à Campbeltown, en Écosse, il est le fils de David McEachran et de Jean Blackney.

### Formation
Il entre à l'Edinburgh Veterinary College en 1858 et en est diplômé en 1861. Il reçoit son permis d'exercice du Royal College of Veterinary Surgeons.

### Émigration au Canada et enseignement
En 1862, il émigre au Canada et s'installe à Woodstock où il exerce. En 1863, il aide Andrew Smith à fonder à Toronto l'Upper Canada Veterinary School (devenu plus tard l'Ontario Veterinary College) où il enseigne. McEachran quitte l'établissement après trois ans, en raison d'un conflit sur les conditions d'admission de l'établissement, et s'installe à Montréal pour y exercer. En 1867, il publie avec Smith le premier manuel vétérinaire au Canada destiné aux agriculteurs, The Canadian horse and his diseases.

### Fondation du Montreal Veterinary College
En 1866, McEachran participe à la création du Montreal Veterinary College, rattaché à l'Université McGill à partir de 1889. Une section francophone ouvre en 1877. L'institution devient plus tard la Faculté de médecine comparée et des sciences vétérinaires de l'Université McGill.
McEachran participe à l'élaboration de mesures sanitaires pour lutter contre les épidémies chez les animaux et effectue de nombreux voyages aux États-Unis pour en étudier la prévention et le traitement notamment chez les chevaux. En 1885, il devient le premier inspecteur vétérinaire en chef au Canada. À la fin des années 1880, il aide à établir deux grands ranchs d'élevage de chevaux en Alberta, puis assure la gestion d'autres ranchs depuis sa maison de Montréal ,.

### Fin de vie
Il meurt d'une crise cardiaque, après deux années de maladie.

### Articles de médecine vétérinaire
- Bulletin on typhoid fever in horses, improperly called influenza (Ottawa, 1901)
- Hog cholera and swine plague and verminous broncho-pneumonia (Ottawa, 1899)
- Maladie du coït (equine syphillis) (Ottawa, 1901)
- « On the intercommunicability of tuberculosis from animals to man and from man to animals », Montreal Medical Journal, 21 (1892–1893) : 801–812
- « On the prevention of tuberculosis in animals », Montreal Medical Journal, 28 (1899) : 410–422 ; Opening address ; Society of Comparative Psychology (in connection with the Montreal Veterinary College) (Montréal, 1888)
- « Osler and the Montreal Veterinary College », dans Sir William Osler memorial number ([Toronto], 1920) : 35–38 ; Tuberculosis in cattle (Ottawa, 1900) ; « Veterinary education », American Veterinary Rev. (Schaumburg, Ill.), 1 (1877) : 12s., 45–50, 85–92, 113–115.
- « Sanitary measures in preventing disease in the U.S. and Canada » (communication ; United States Veterinary Medical Association à Philadelphie, 1876)

### Récits de voyage
- Impressions of pioneers, of Alberta as a ranching country, commencing 1881 (Ormstown, Québec, [1916 ?])
- A journey over the plains : from Fort Benton to Bow River and back (Montréal, 1881)
- Notes of a trip to Bow River, North-West Territories (Montréal, 1881)
- Report of a visit to Great Britain and the continent of Europe in the winter of 1897–98 (Ottawa, 1898)

## Postérité
Pour sa contribution au domaine de l'agriculture dans la province de Québec et au Canada, McEachran est intronisé à titre posthume au Temple de la renommée agricole du Canada en 1962 et au Temple de la renommée agricole du Québec en 1992,. Il a été nommé personnage historique national par le gouvernement fédéral en 2016.